# Neosepicaea viticoides
Neosepicaea viticoides là một loài thực vật có hoa trong họ Chùm ớt. Loài này được Diels mô tả khoa học đầu tiên năm 1922.